# SN 2006sm
SN 2006sm – supernowa typu Ia odkryta 14 listopada 2006 roku w galaktyce A023329-0830. W momencie odkrycia miała maksymalną jasność 22,60m.